# ليندساي دونكان
ليندساي دونكان (بالإنجليزية: Lindsay Duncan)‏ (و. 1950  م) هي ممثلة مسرحية، وممثلة أفلام، من المملكة المتحدة، ولدت في إدنبرة.

## التعليم
تعلمت في المدرسة المركزية للخطابة والدراما ‏.

## جوائز
حصلت على جوائز منها:
- جائزة توني لأفضل ممثلة مسرحية [الإنجليزية]‏ (2001)
- جائزة المسرح العالمي (1987)[6]
- قائد وسام الامبراطورية البريطانية
- جائزة لورنس أوليفيه.

## وصلات خارجية
- ليندساي دونكان على موقع IMDb (الإنجليزية)
- ليندساي دونكان على موقع ألو سيني (الفرنسية)
- ليندساي دونكان على موقع ميوزك برينز (الإنجليزية)
- ليندساي دونكان على موقع أول موفي (الإنجليزية)
- ليندساي دونكان على موقع قاعدة بيانات برودواي على الإنترنت (الإنجليزية)
- ليندساي دونكان على موقع قاعدة بيانات الأفلام السويدية (السويدية)
- ليندساي دونكان على موقع إن إن دي بي (الإنجليزية)
- ليندساي دونكان على موقع ديسكوغز (الإنجليزية)
- ليندساي دونكان على موقع قاعدة بيانات الفيلم (الإنجليزية)
- ليندساي دونكان على موقع كينوبويسك (الروسية)